# ハイスタンダード (テレビ制作会社)
株式会社HI-STANDARD（ハイスタンダード、英: HI-STANDARD Inc.）は、東京都中央区銀座に置くテレビ番組の制作プロダクション及びIT関連事業、キャラクターグッズ＆イベント等の企画・制作・販売など総合エンターテイメントを手掛ける日本の企業である。

## 概要
2007年6月1日に日本テレワーク(現:ネクステップ)の元ディレクター・立浪仁志とその他のスタッフが組んで設立された。

## 所属スタッフ
- 立浪仁志（代表者、プロデューサー・演出／日本テレワーク⇒）
- 後藤美和（ディレクター／日本テレワーク⇒）
- 武田晋助（ディレクター／日本テレワーク⇒）
- 他

## 主な制作番組

### 過去
レギュラー番組
- 一攫千金!日本ルー列島（フジテレビ）
- ホンネの殿堂!!紳助にはわかるまいっ（フジテレビ）
- 金曜日のキセキ（フジテレビ）
- 世界のみんなに聞いてみた（TBS、レギュラー番組）
- ニンゲン観察バラエティ モニタリング（TBS）
- 巷のリアルTV カミングアウト!（フジテレビ）
- 幸せ追求バラエティ 金曜日の聞きたい女たち(フジテレビ)

スペシャル番組
- 江原啓之スペシャル 天国からの手紙（フジテレビ）
- 告発!10人の怒れる芸能人（フジテレビ）
- さんま&槇原敬之の「世界に一つだけの歌」（朝日放送）
- 究極の男は誰だ!?最強スポーツ男子頂上決戦（TBS）※制作協力扱い

## 不祥事
- 約2億7千万円の所得を隠し法人税約7100万円を脱税したとして、東京国税局に法人としてのハイスタンダードと立浪社長が法人税法違反（脱税）容疑で東京地検に告発された[1]。その後、2016年5月6日、東京地検特捜部に同容疑で立浪社長が在宅起訴され、法人としての同社は起訴された[2]。